# Afrolimnichus brevicornis
Afrolimnichus brevicornis är en skalbaggsart som beskrevs av Delève 1968. Afrolimnichus brevicornis ingår i släktet Afrolimnichus och familjen lerstrandbaggar. Inga underarter finns listade i Catalogue of Life.